# Elaeocarpus thelmae
Elaeocarpus thelmae là một loài thực vật có hoa trong họ Côm. Loài này được B.Hyland & Coode mô tả khoa học đầu tiên năm 1984.